# Hyphydrus facilis
Hyphydrus facilis är en skalbaggsart som beskrevs av Olof Biström 1987. Hyphydrus facilis ingår i släktet Hyphydrus och familjen dykare. Inga underarter finns listade i Catalogue of Life.